# 克里斯托弗·库克森
克里斯托弗·库克森（英語：Christopher Cookson，20世纪—），加拿大男子赛艇运动员。他曾代表加拿大参加1993年世界赛艇锦标赛，获得男子轻量级八人单桨有舵手金牌。